# Heim & Kempter
Das Architekturbüro Heim & Kempter war eine in Breslau um 1923 bis um 1940 tätige Ateliergemeinschaft der Architekten Paul Heim sen. (* 15. Oktober 1879 in Stuttgart; † 22. Februar 1963 in Stuttgart) und Albert Kempter (* 8. Juni 1883 in Stuttgart; † 1941 in Breslau).
Paul Heim sen. hatte die Baugewerkschule Stuttgart besucht und dort bereits seinen späteren Schwager Kempter kennengelernt. Nach Aufgaben als Bauleiter bei Paul Schultze-Naumburg in seiner Heimatstadt wurde er 1910 Mitarbeiter des Breslauer Stadtbaurats Max Berg. Er arbeitete an der Breslauer Jahrhunderthalle mit und entwickelte städtebauliche Pläne für Zobten (mit Berg) und  Zimpel bei Breslau (mit Hermann Wahlich). Seit 1945 lebte er wieder in Stuttgart. Paul Heim sen. ist nicht zu verwechseln mit dem Stuttgarter Architekten gleichen Vor- und Zunamens, der von 1905 bis 1988 lebte.
Albert Kempter arbeitete ebenfalls nach dem Studium in Stuttgart im Stadtbaubüro Breslau und entwarf dort mit Max Berg ein Krematorium und die Friedhofskapelle im Stadtteil Oswitz.

## Bauten und Entwürfe

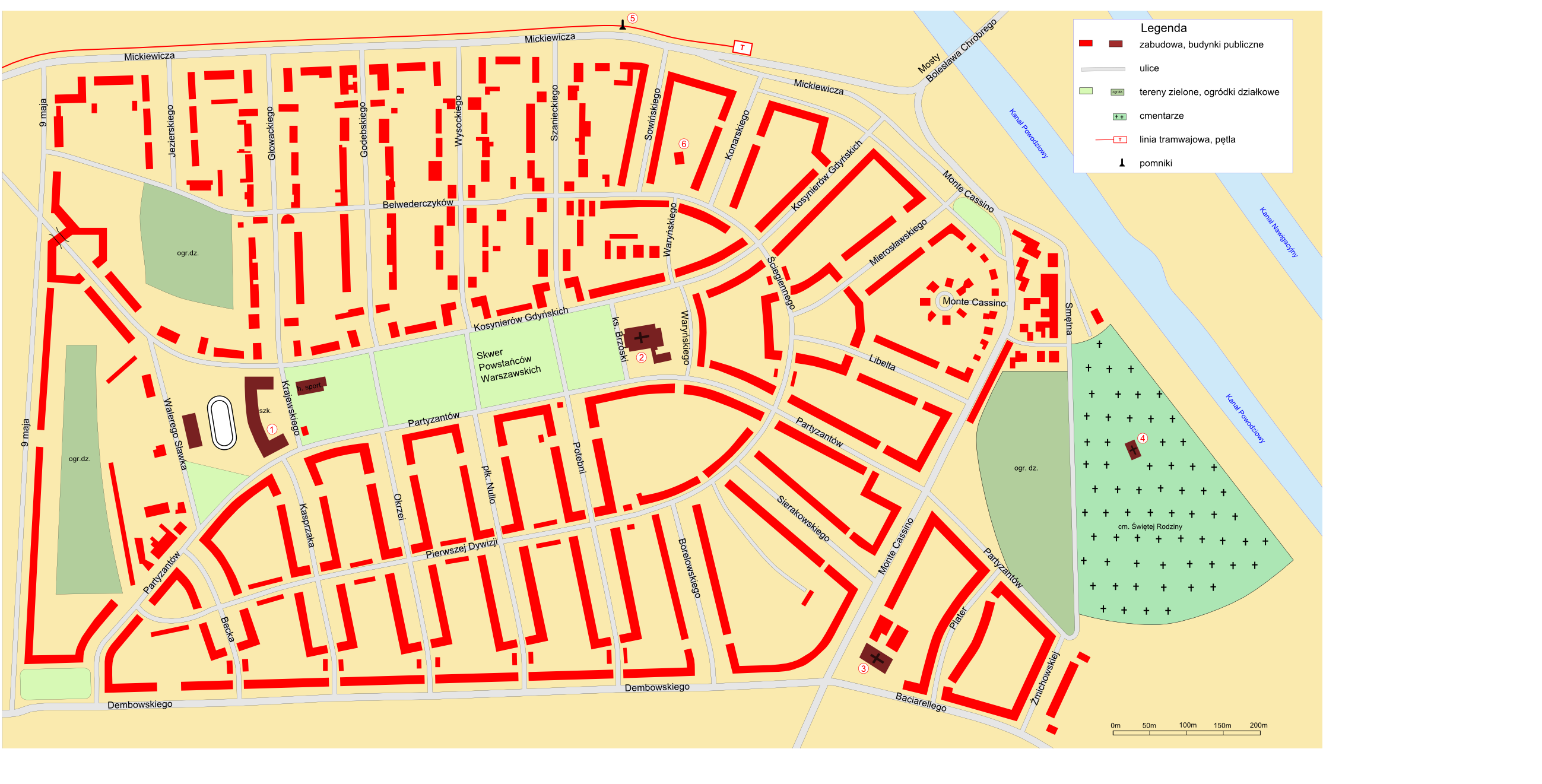
Siedlung Zimpel (Sępolno), 1926

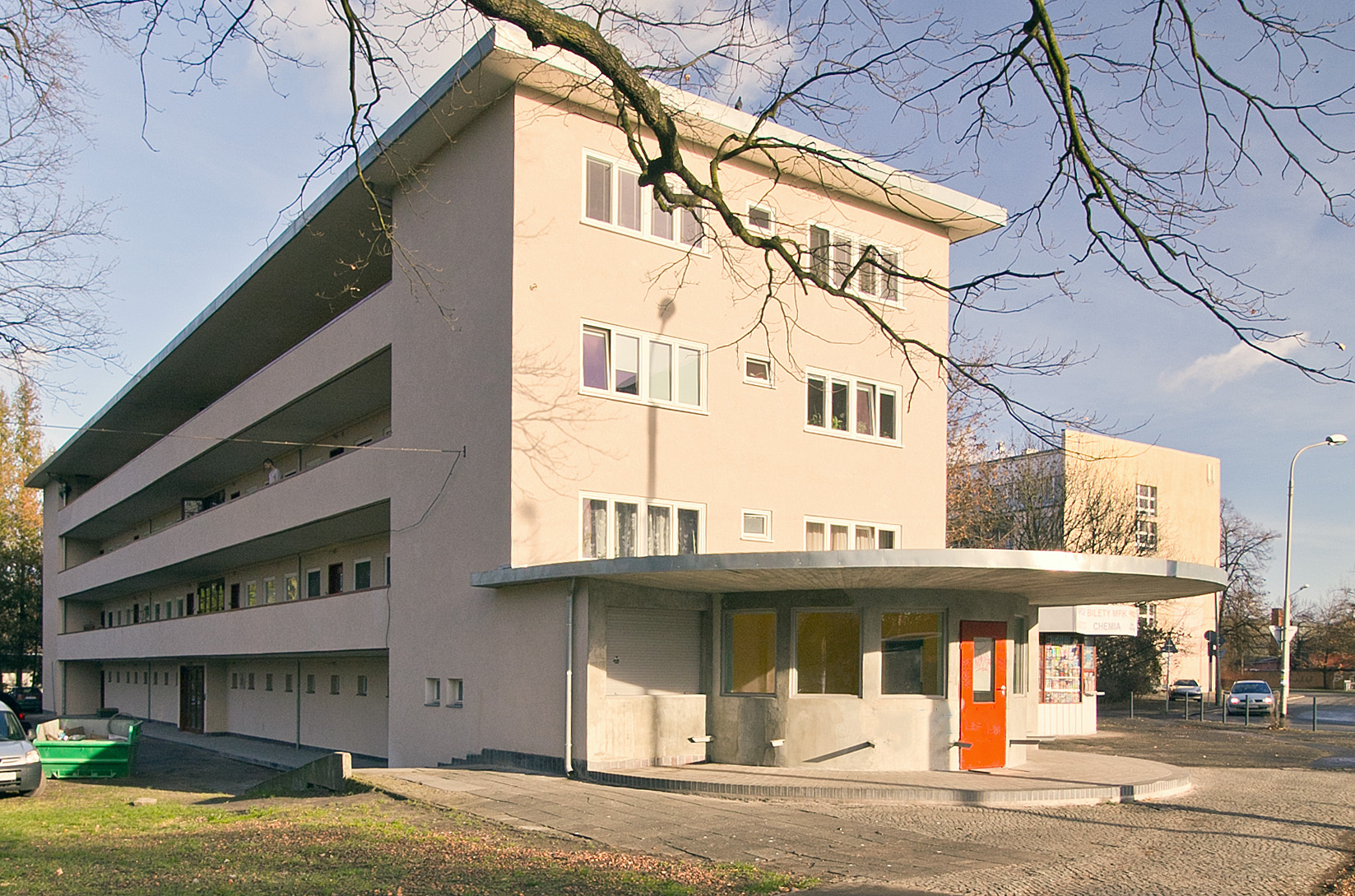
Laubenganghaus auf der WUWA, 1929

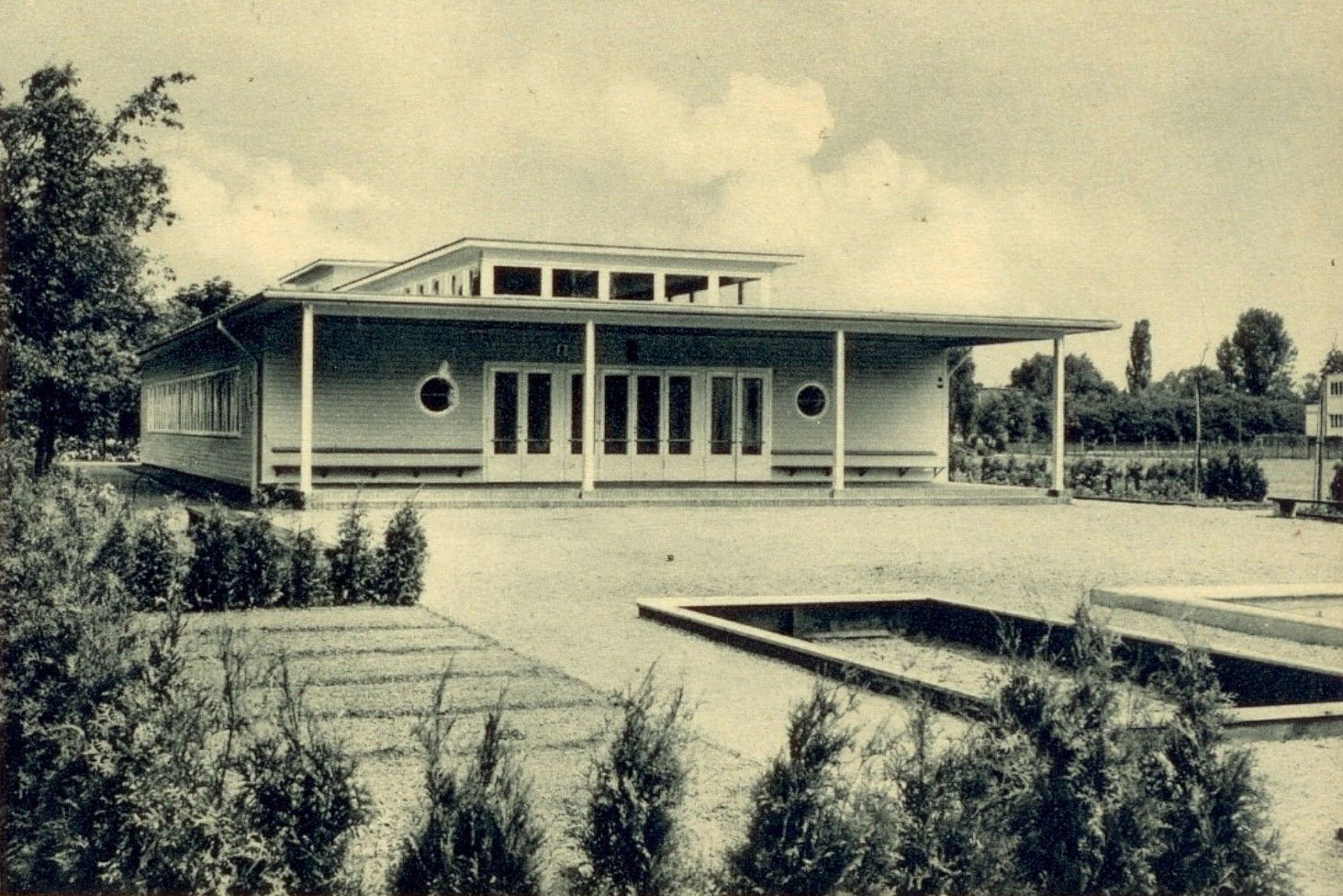
Kindergarten auf der WUWA, 1929

Das von beiden Architekten ab den frühen 1920er Jahren bis zum Zweiten Weltkrieg geführte Büro gehörte, wie auch Hans Poelzig, Theo Effenberger, Emil Lange, Heinrich Lauterbach, Ludwig Moshamer, Adolf Rading, Hans Scharoun und andere zu den führenden Vertretern des Neues Bauens in der schlesischen Hauptstadt. In der folgenden Projektliste wird das besondere Interesse am Wohnungsbau im städtebaulichen Zusammenhang deutlich.
- 1923–1924: städtebaulicher Plan für die Siedlung Eichborngarten in Gräbschen
- 1926: Siedlung Merckelstraße in Breslau
- 1926–1928: Häuser in der Siedlung Zimpel
- 1927 (Wettbewerbsentwurf), 1932–1933 (Ausführung): Gustav-Adolf-Kirche in Zimpel
- 1928: städtebaulicher Plan für die Siedlung Bischofswalde
- 1928–1929: städtebaulicher Plan für eine Siedlung mit Kleinwohnungen in Klein-Tschansch (Księże Małe, ein südöstlicher Vorort von Breslau)
- 1929: Laubenganghaus in der Werkbundsiedlung Breslau
- 1929: Kindergarten in der Werkbundsiedlung Breslau
- 1933: Gustav-Adolf-Kirche (Breslau)
- 1935: Wohnhaus Agathastraße 3 in Breslau
- 1938: Bürogebäude der Siedlungsgesellschaft Breslau AG

sowie zahlreiche weitere Einfamilienhäuser